# Кобяково (городской округ Коломна)
Кобяково — деревня в городском округе Озёры Московской области России. Население — 6 чел. (2010).

## География
Расположена в северо-западной части района, примерно в 16,5 км к северо-западу от центра города Озёры, у истока небольшой реки Азаровки (бассейн Москвы). В деревне одна улица — Луговая, зарегистрировано садовое товарищество. Ближайшие населённые пункты — деревни Стояньево и Рудаково.

## История
Ориентировочно во 2-й половине XVIII века в Кобякове была построена Трёхсвятская церковь — небольшой каменный православный храм с Сергиевским приделом (сломан в середине XX века).
В «Списке населённых мест» 1862 года Кобяково — владельческое село 2-го стана Коломенского уезда Московской губернии на Каширском тракте из Коломны, в 28 верстах от уездного города, при речке Азаровой, с 20 дворами, православной церковью и 130 жителями (62 мужчины, 68 женщин).
По данным на 1890 год входило в состав Бояркинской волости Коломенского уезда, число душ составляло 183 человека.
В 1913 году — 24 двора и церковно-приходская школа.
По материалам Всесоюзной переписи населения 1926 года — село Стояньевского сельсовета Бояркинской волости, проживало 149 жителей (67 мужчин, 82 женщины), насчитывалось 29 хозяйств, имелась школа 1-й ступени.
С 1929 года — населённый пункт в составе Озёрского района Коломенского округа Московской области, с 1930-го, в связи с упразднением округа, — в составе Озёрского района Московской области.
В 1939 году из Стояньевского сельсовета селение передано в Ледовский сельсовет, а в начале 1950-х гг. из Ледовского в Бояркинский сельсовет, из состава которого было выведено в Боково-Акуловский сельсовет в 1954 году.
В 1959 году Озёрский район был упразднён, Кобяково вошло в состав Коломенского района, в середине 1960-х гг. из Боково-Акуловского сельсовета передано Речицкому сельсовету, позднее переименованному в Мощаницкий.
В 1969 году Озёрский район был воссоздан, а Мощаницкий сельсовет переименован в Тарбушевский сельсовет Озёрского района.
С 1994 по 2006 год — деревня Тарбушевского сельского округа.

## Население
| 1852 | 1859 | 1890 | 1926 | 2002 | 2006 | 2010 |
| ---- | ---- | ---- | ---- | ---- | ---- | ---- |
| 120  | ↗130 | ↗183 | ↘149 | ↘2   | ↗4   | ↗6   |